# Arsseni Bultmann

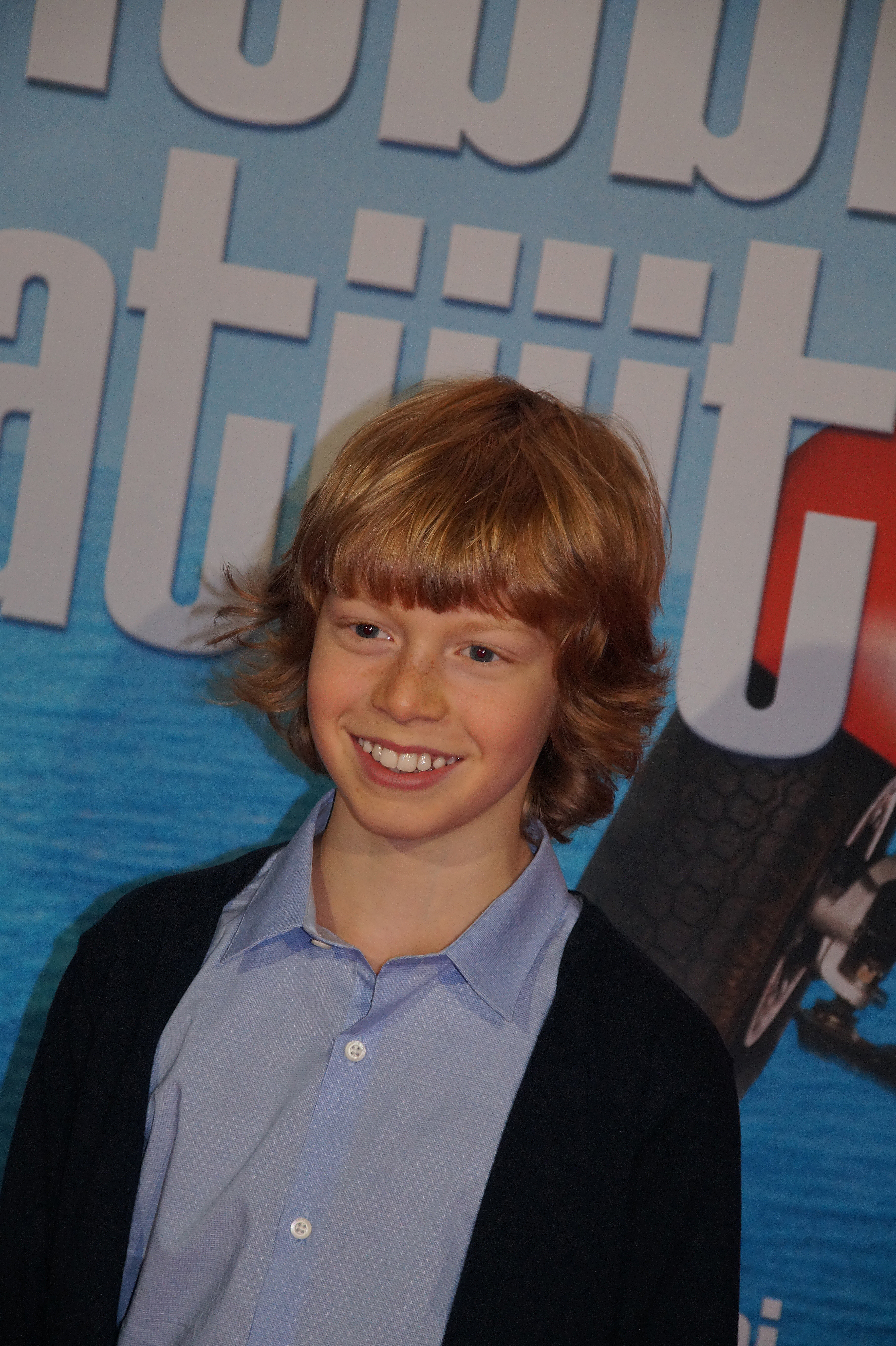
Arsseni Bultmann beim NRW-Kinoprogrammpreis, November 2016, Köln.

Arsseni Bultmann (* 1. Februar 2005 in Berlin) ist ein deutscher Filmschauspieler und ehemaliger Kinderdarsteller.

## Leben
Bultmann ist der Sohn eines Deutschen und einer Russin. Er hat zwei jüngere Geschwister. Sein Vater ist Jura-Professor. 2011 stand Bultmann Modell für das Projekt Kinderträume, mit dem der Fotograf Andreas Nestl den Hasselblad Foto-Wettbewerb gewann. Im März 2012 debütierte er in der Rolle von Rachels Sohn Kolja in Maxim Gorkis Bühnenstück Wassa Schelesnowa in einer Inszenierung des Berliner Ensembles. Im selben Jahr folgten Werbeauftritte für Edeka, Rügenwalder Mühle, Comdirect Bank und McDonald’s und 2013 eine Nebenrolle im Film Aschenbrödel und der gestiefelte Kater unter der Regie von Torsten Künstler. 2014 spielte er eine Nebenrolle im Kinofilm Alles ist Liebe von Markus Goller und 2015 in Der Nanny von Matthias Schweighöfer. Im ARD-Fernsehfilm Der Kotzbrocken spielte er 2015 unter der Regie von Tomy Wigand seine erste größere Rolle. Weitere Nebenrollen hatte er im ZDF-Fernsehfilm Engel der Gerechtigkeit – Geld oder Leben von Sigi Rothemund und in der Folge Frau Schmidt muss weg der ZDF-Fernsehserie SOKO Wismar. 2015 war er in der Folge Wo ist Papa? der Fernsehserie Notruf Hafenkante zu sehen. Im selben Jahr wirkte er im Paula-Grießpudding-Werbespot der Dr. August Oetker KG mit. 2016 spielte er die Hauptrolle des Tobbi Findteisen in der Kinderbuchverfilmung Robbi, Tobbi und das Fliewatüüt unter der Regie von Wolfgang Groos. Im Februar 2017 kam die Komödie Schatz, nimm Du sie! in die Kinos, in der Bultmann den Sohn von Carolin Kebekus und Maxim Mehmet spielt. 2023 spielte er neben Devid Striesow in der Komödie Wann wird es endlich wieder so, wie es nie war mit.

## Filmografie
- 2013: Aschenbrödel und der gestiefelte Kater
- 2014: Alles ist Liebe
- 2015: Notruf Hafenkante – Wo ist Papa?
- 2015: SOKO Wismar – Frau Schmidt muss weg
- 2015: Der Kotzbrocken
- 2015: Der Nanny
- 2015: Engel der Gerechtigkeit – Geld oder Leben
- 2016: Robbi, Tobbi und das Fliewatüüt
- 2017: Schatz, nimm Du sie!
- 2019: Ein Ferienhaus auf Teneriffa
- 2020: Die Wolf-Gäng
- 2020: Die Drei von der Müllabfuhr – Kassensturz
- 2022: Servus Papa, See You in Hell
- 2023: Wann wird es endlich wieder so, wie es nie war